# Floriano Peixoto Corrêa
Floriano Peixoto Correa, mais conhecido simplesmente como Floriano (Itapecerica, 14 de maio de 1903 — Dacar ou Orã, 19 de setembro de 1938) foi um treinador e futebolista brasileiro, que atuava como meio-campista.

## Carreira
Filho de Maria do Carmo Diniz Corrêa e Francisco Antunes Corrêa, ardente republicano, que batizou-o com o nome do ex-Presidente do Brasil, o 'Marechal de Ferro'. Fez o primário na cidade de Lavras, onde conheceu o boxe, sua primeira paixão. Após desferir golpes que arrancaram alguns dentes de um filho de um grande político local, sua sequência não prosperou e dedicou-se ao futebol, principalmente ao estudar no Colégio Militar, em Barbacena.
Em 1919, migrou para o Rio Grande do Sul, morando nas cidades de Porto Alegre e Caxias do Sul, onde atuou por equipes locais, como o Internacional e o Juventude. Pelo Grêmio, atuou em oito partidas entre abril e agosto de 1923, marcou um gol e foi campeão citadino com o Tricolor em 1923 (o Campeonato Gaúcho não foi realizado em 1923 e 1924, devido à Revolução Federalista), e também convocado pela Seleção Gaúcha para o Campeonato Brasileiro de Seleções. Embora fosse mineiro, ficou conhecido no Rio Grande do Sul como "Carioca".
Em 1925, foi vice-campeão do Campeonato Sul-Americano de Futebol, pela Seleção Brasileira.
Com passagem também pela então capital federal, o Rio de Janeiro, atuou pela Liga de Sports do Exército e posteriormente jogou também pelos clubes Fluminense e America. No alvirrubro, sagrou-se ainda campeão carioca de 1928. No Estado, foi tricampeão brasileiro de seleções estaduais pelo Distrito Federal.
Em 1932, foi contratado pelo Santos, onde jogou ao lado de Athiê Jorge Cury e, naquela cidade, ganhou o emprego de corretor de café. Nesta época, chegou a participar da Revolução Constitucionalista de 1932.
Em 1933, Floriano retorna ao seu estado natal, Minas Gerais, para atuar pelo Atlético Mineiro. Estreou em setembro, pelo Campeonato Mineiro, contra o América-MG. Ainda nos seus primeiros jogos, 8 de novembro, atuou inclusive ao lado de Arthur Friedenreich, grande nome do futebol brasileiro à época, que naquela altura já estava com 40 anos e aposentado, num amistoso contra o Siderúrgica de Sabará, no Estádio Presidente Antônio Carlos. Atuou com a camisa do Atlético entre os anos de 1933 e 1935 e pelo Galo fez 21 partidas e não marcou gols.

### Treinador
Encerrando suas atividades como atleta, e dedicou-se a ser técnico. Continuou no Atlético e no mesmo ano de 1936, comandou a equipe alvinegra ao título de campeão mineiro. Chegou a ser demitido do cargo no meio de 1936, dando lugar a Said, um dos maiores artilheiros do Galo, membro do aclamado "Trio Maldito" ao lado de Mário de Castro e Jairo.
No início de 1937, Floriano Peixoto retomou o cargo de treinador do Atlético, e naquele ano foi campeão do Torneio dos Campeões da Federação Brasileira de Futebol. Floriano foi campeão brasileiro com menos de 34 anos.

## Títulos

### Jogador
Grêmio
- Campeonato Citadino de Porto Alegre: 1923

America-RJ
- Campeonato Carioca: 1928

### Treinador
Atlético-MG
- Campeonato Mineiro: 1936
- Torneio dos Campeões da Federação Brasileira de Futebol: 1937[6][12]

## Obras
Floriano era um árduo defensor pela profissionalização do futebol brasileiro. Foi autor do livro "Grandezas e Misérias do Nosso Futebol", publicado em 1933, que contribuiu pela profissionalização do esporte, em domínio público desde 2008, quando o falecimento de Floriano completou 70 anos. Floriano havia anunciado que escreveria seu segundo livro - "Manual do Torcedor" - mas ele não saiu do papel, por conta da sua morte prematura.

## Morte
Floriano Peixoto retornou ao Rio de Janeiro no ano de 1938, onde adoeceu, contraindo tuberculose, que não havia na época tratamento para a doença, apelidada de "Peste Branca". Saiu do país, viajou para a Europa, morando em Nice, na França, onde viveu uma temporada. Seus últimos dias de vida ainda são uma incógnita. Alguns afirmam que o técnico campeão brasileiro de 1937 faleceu em Dacar, no Senegal, outros em Orã, na Argélia. O que se sabe é que Floriano faleceu aos 35 anos, em 19 de setembro de 1938, numa das colônias francesas na África.
Por iniciativas dos amigos Arthur Friedenreich e Paulo Varzea, os restos mortais de Floriano Peixoto foram repatriados ao Brasil.